# Peuple isolé
 (décembre 2018).
Si vous disposez d'ouvrages ou d'articles de référence ou si vous connaissez des sites web de qualité traitant du thème abordé ici, merci de compléter l'article en donnant les références utiles à sa vérifiabilité et en les liant à la section « Notes et références ».

Principaux pays où se trouvent des peuples isolés (l'Inde y figure au titre des îles Andaman).

Un peuple isolé est une population qui vit en autarcie, sans échange d'aucune sorte avec d'autres populations, d'autres sociétés et — depuis son déploiement — avec la civilisation mondiale moderne. Des raisons historiques ou géographiques (relief accidenté, montagneux, hostile ; difficulté de se déplacer dans la forêt primaire, par exemple) sont des facteurs favorables à l'isolement ; s'y ajoute généralement une volonté collective de préservation d'un mode de vie ou des coutumes.
La prise de contact est extrêmement difficile, voire dangereuse pour ceux qui la recherchent. Elle l'est aussi pour les individus du peuple en question qui en particulier peuvent n'avoir développé aucune immunité contre les germes pathogènes des explorateurs ou visiteurs ; sans parler des intérêts en jeu à l'ère moderne : économiques, politiques ou autres.

## Situation au début duXXIesiècle

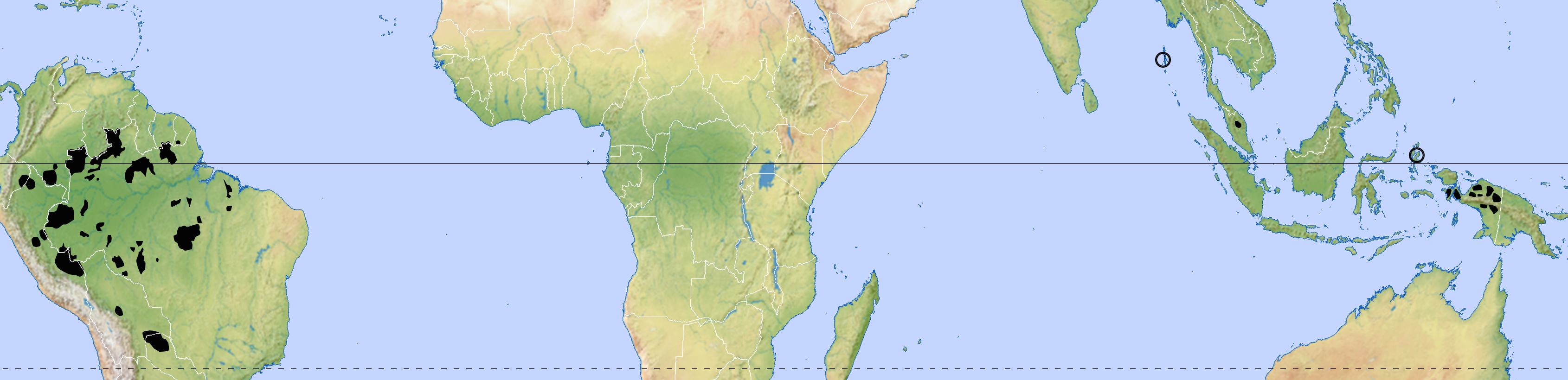
Peuples isolés au début du XXIe siècle.

### La situation géographique
Au XXIe siècle, la plupart des peuples isolés connus, c'est-à-dire au moins entr'aperçus, se trouvent dans des zones densément boisées : en Amérique du Sud, dans la forêt amazonienne, et dans l'île de Nouvelle-Guinée, qui est peuplée par les Papous et partagée entre les deux États  d'Indonésie et de Papouasie-Nouvelle-Guinée.
Entre autres groupes humains particulièrement isolés, en termes sociologiques, on compte les peuples andamanais des îles Andaman de l'océan Indien, qui sont aussi par ailleurs considérés comme des isolats génétiques.
L'Amazonie brésilienne abrite le plus grand nombre de populations encore isolées au monde, bien que ce nombre diminue rapidement. Selon une étude de 2010 publiée par le Journal de la société des américanistes, la fondation des Affaires indigènes du Brésil (Funai) estime que de 600 à 1 000 Autochtones isolés vivent dans l’État d’Acre, soit 77 groupes allant de cinq à une centaine d'individus. Les membres de ces tribus vivent dans des maisons communes. Ils se nourrissent de ce qu'ils chassent (oiseaux de la forêt, poissons, autres animaux) et de ce qu'ils ramassent (fruits, noix, etc.).
Dans le monde, une centaine de peuples autochtones vivent actuellement dans l'isolement ou n'ont que des contacts sporadiques avec les communautés environnantes. La majorité d'entre eux se trouvent dans les régions les plus inaccessibles de la forêt amazonienne au Brésil, au Pérou et en Bolivie. Il y a aussi des peuples autochtones isolés en Équateur et en Colombie et un seul peuple, les Ayoreo, vivant dans la forêt du Gran Chaco au Paraguay. Au Venezuela, certains groupes n’ont que de rares contacts avec la société environnante.
Ces peuples qui ont leur propre langage, leurs coutumes et leur culture, sont les plus vulnérables de la planète. Beaucoup sont nomades et vivent de chasse, de pêche et de cueillette, mais certains ont planté des cultures autour de leurs campements temporaires. Ils ont parfois vu leurs proches mourir d'épidémies ou victimes de massacres perpétrés par leurs envahisseurs.

### Les raisons de l'isolement

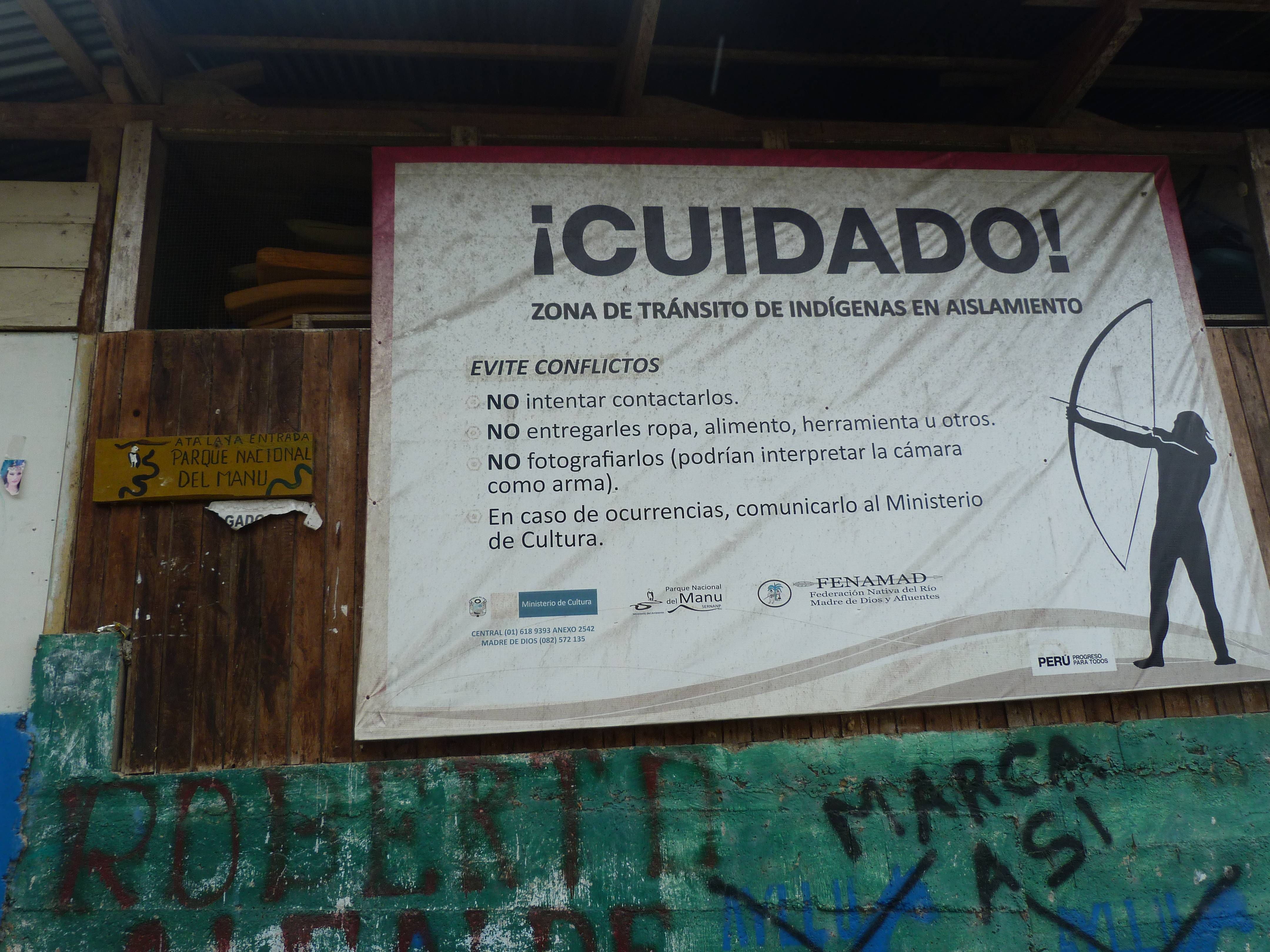
Avertissement officiel en cas de rencontre avec des peuples isolés à Atalaya, Amazonie péruvienne, 2016.

Constituées de chasseurs-cueilleurs, ces populations ne commercent pas ou presque pas ; elles sont habituées à se suffire à elles-mêmes. Plus généralement, le désir de contact n’est ni universel ni forcément réciproque.
Ces peuples n’ont aucune idée de la taille du monde et de sa composition : on ne sait pas s’ils ressentent de la curiosité ou de l’enthousiasme face à des inconnus. Ils peuvent les craindre et percevoir un désir de contact comme une intrusion sur leur territoire de chasse et de cueillette.

Leur volonté de ne pas établir de contact — des groupes ont déjà été vus en train de viser avec des arcs et des flèches les avions s'approchant — avec les autres sociétés, y compris les autres tribus, peut résulter de rapports antérieurs conflictuels avec le monde extérieur : invasion continue de leur territoire et destruction de leur environnement forestier en tête, selon l'ONG Survival, qui œuvre pour la protection des tribus isolées. 

« C’est en se cachant dans la forêt qu'ils ont pu échapper aux patrons du caoutchouc, les seringueiros et [aux] autres colonisateurs qui arrivèrent dans la deuxième moitié du XIXe siècle. Il est probable que leurs ancêtres n’avaient jamais eu de contacts avec ces envahisseurs. Plusieurs groupes disparurent à cette époque. »

La plupart des peuples indigènes isolés qu’on dit « incontactés » peuvent être les survivants ou les descendants de survivants d’actes génocidaires subis dans le passé. Leur refus du monde extérieur résulte d’un instinct de conservation face aux violences et aux épidémies dont leur groupe a été victime, ancrées dans leur mémoire collective.
De nombreux Indiens d’Amazonie occidentale peuvent être les descendants des rares survivants du boom du caoutchouc qui eut pour conséquence, à la fin du XIXe siècle, l’extermination de 90 % de la population indigène, en raison des mauvais traitements et de l’esclavage pour récolter le caoutchouc. D’autres Indiens sont les survivants de massacres plus récents, comme les Cinta Larga qui ont été victimes des patrons brésiliens du caoutchouc entre les années 1920 et 1960, avec leurs villages dynamités depuis le ciel.

### Les menaces qui pèsent sur les peuples isolés
Les tribus isolées sont les peuples les plus vulnérables de la planète.
- Les éleveurs de bétail brésiliens

De tous les peuples indigènes anéantis pour s’être trouvés sur la route du « progrès », peu ont connu un destin aussi tragique que les Akuntsu. Lorsque les agents du Funai les ont contactés en 1995, ils ont découvert que les éleveurs de bétail qui avaient fait main basse sur les terres de ces Indiens avaient massacré presque tous les membres de la tribu et détruit leurs habitations au bulldozer pour camoufler la tuerie. Seuls six Akuntsu avaient survécu.
- Les maladies

Les maladies exogènes représentent la première cause de décès pour les tribus isolées qui n’ont pas développé de défenses immunitaires contre les virus de la grippe, de la rougeole ou de la varicelle, comme l'ont fait la plupart des sociétés en contact avec le monde extérieur depuis des centaines d'années. Au Pérou, plus de la moitié de la tribu récemment contactée des Nahua a été anéantie à la suite de l'exploration pétrolière de ses terres au début des années 1980. Le même sort a touché les Murunahua au milieu des années 1990 après un contact imposé par des bûcherons qui abattaient illégalement les acajous. L'un des survivants de la tribu a raconté à un enquêteur de Survival [référence nécessaire] que « la maladie est apparue lorsque les bûcherons ont pris contact avec nous alors que nous ne savions pas ce qu'était un rhume. La maladie nous a tués. La moitié des nôtres sont morts. Ma tante est morte, mon neveu est mort. La moitié de mon peuple est mort. »
- Les colons

Les Awá, qui sont l'une des dernières tribus de chasseurs-cueilleurs nomades du Brésil, vivent dans la région déjà saccagée de l'Amazonie orientale et sont aujourd'hui encerclés par de vastes entreprises agro-industrielles, des ranches de bétail et des colonies de peuplement qui détruisent leur terre et leur mode de vie : « Depuis des années nous fuyons le long des cours d'eau avec les Blancs à nos trousses qui déboisent toute notre forêt ». Un nombre inconnu d'Indiens Ayoreo vivent isolés dans le Chaco paraguayen, vaste forêt broussailleuse du sud du bassin amazonien, aujourd’hui presque disparue, qu'ils considéraient comme leur territoire. Des propriétaires terriens ont acheté leur forêt et l’ont déboisée au bulldozer, violant ainsi les lois nationales et internationales.
- Les bûcherons, les orpailleurs…

Les régions habitées par les peuples isolés sont envahies illégalement par des bûcherons. La situation est particulièrement préoccupante au Pérou, où les régions habitées par des Indiens non contactés abritent les derniers massifs d'acajou encore commercialement exploitables. Les Murunahua ont été décimés à la suite du contact avec des bûcherons et le même sort attend les Mashco-Piro. « Les bûcherons sont arrivés et ont chassé les Mascho-Piro plus haut en amont de la rivière en direction des sources. » Comme les Mashco-Piro, treize autres peuples de la jungle péruvienne vivent coupés du monde depuis le début du XXe siècle. « Au moment du boom du caoutchouc, les hommes se sont mal comportés vis-à-vis des indigènes. Beaucoup sont morts et certains ont fui dans la forêt. »
- L’exploitation des ressources naturelles

Des industries extractives empiètent sur les territoires des peuples isolés. Certains gisements de pétrole et de gaz les plus prometteurs du monde se trouvent en profondeur dans les forêts tropicales, là où vivent ces peuples isolés. L'extraction de ressources naturelles se traduit par de vastes clairières en forêt, des fouilles, des explosions, des constructions de sites d'atterrissage d’hélicoptères, de pipelines et de champs de pétrole. L'Amazonie est endommagée et polluée par l'extraction des ressources. Du mercure provenant de l'extraction de l'or est lavé dans les affluents du fleuve Amazone, ce qui contamine l'une des plus importantes réserves mondiales d'eau douce. Lorsque les industries ont pris ce qu'elles veulent, les peuples autochtones sont laissés à la contamination et aux dommages environnementaux de leurs terres et de la faune dont ils dépendent pour leur subsistance.
- Les routes

En 1970, le peuple Panará du Brésil comptait entre 350 et 400 membres et vivait dans cinq villages entourés de vastes jardins. Une grande route a été tracée au bulldozer à travers leurs terres au début des années 1970, avec des conséquences désastreuses. Des vagues d'épidémies se sont ensuivies, ravageant la tribu Panará et causant la mort de 186 d'entre eux. Il ne resta bientôt plus que 69 Panará. Plus du 80 % des membres du groupe avaient été tués en huit ans à peine. La tribu Jarawa des îles Andaman a vu son territoire coupé en deux par une route. C’est maintenant l’artère principale de l'archipel, qui non seulement voit passer un flux de colons se déplaçant en bus et en taxi mais qui constitue également une voie de pénétration pour les touristes aussi bien que pour les braconniers opérant sur la réserve des Jarawa. À la suite d'une longue bataille juridique, la Cour suprême indienne a ordonné — en vain — au gouvernement de fermer la route, jugeant que sa construction avait été illégale et qu'elle mettait en danger la vie des Jarawa.
- L'énergie verte pour le monde occidental

La forêt amazonienne est sacrifiée pour produire l'énergie verte pour le monde occidental. De grandes parties de la forêt amazonienne sont défrichées pour la production d'huile de palme et de soja pour alimenter les voitures et les centrales électriques d’Europe et d’Amérique du Nord. Par ailleurs la construction de barrages hydroélectriques conduit à la perte de forêt tropicale par les inondations des lacs de retenue. Les barrages détruisent les habitats de la faune aquatique déplaçant les peuples indigènes isolés de leurs terres et endommageant leur environnement.
- La consanguinité

La consanguinité est définie comme étant le résultat d’une reproduction sexuée entre deux individus apparentés, c’est-à-dire ayant un ancêtre commun proche. Pour un individu donné, elle est d’autant plus importante que le lien de parenté entre ses géniteurs est étroit. Ce concept d'abord empirique et approximatif a été précisé par la génétique avec la découverte des supports matériels de l'hérédité. L'endogamie géographique obligatoire d'un peuple isolé de faible effectif ne favorise pas le brassage génétique et la variation aléatoire des fréquences alléliques d'une génération à l'autre, appelée dérive génétique. La formation d'une nouvelle population à partir d'un faible nombre d'individus a pour effet d'augmenter la consanguinité dans la population et augmente le pourcentage d'homozygotie, ce qui la fragilise. Ce phénomène a bien été étudié dans le règne animal chez les lions et guépards du cratère Ngorongoro en Tanzanie[réf. nécessaire].
- L’évangélisation

Au Brésil, des émissaires évangéliques, issus d’associations souvent richement dotées, américaines ou brésiliennes, s’installent dans les villes amazoniennes et parcourent la forêt à la recherche des derniers « païens à convertir ».

## Cas particuliers

### Le peuple le plus isolé du monde?
Lors du tsunami de décembre 2004, la survie des tribus indigènes des îles Andaman demeura un mystère. En particulier, il semblait inconcevable que les insulaires de North Sentinel aient pu survivre dans leur île, située sur le passage du tsunami. Lorsqu’un hélicoptère survola l’endroit, un Sentinelle se précipita sur la plage, intimant de son doigt pointé un message clair : « nous ne voulons pas de vous ici ». Les Sentinelles ne sont plus qu’environ 200, pense-t-on. Le fait que leur langue soit très différente de celles des autres habitants des îles Andaman suggère qu’ils n’ont pas établi de contact avec d’autres peuples depuis plusieurs milliers d’années. Ils sont capables de fabriquer des outils et des armes avec du métal récupéré sur les épaves de bateaux échoués sur les récifs de leur île. Ils sont visiblement en bonne santé, alertes et vigoureux, ce qui contraste fortement avec les deux autres peuples Andaman ayant été au contact de la civilisation mondiale, comme les Onges et les Grands Andamanais dont la population est passée d’environ 5 000 lors de la conquête britannique de l’Inde, à 53 de nos jours et qui sont largement dépendants des aides de l’État pour assurer leur survie. Les Sentinelles continuent de rejeter tout contact avec l’extérieur et tirent des flèches sur quiconque s’approche de leur territoire.

### Les Tasadays: peuple isolé ou canular?
En 1971, la « découverte » des 26 membres du peuple isolé des « Tasadays », présentés comme les survivants d'un peuple autochtone et isolé de l'île de Mindanao dans l'archipel des Philippines, a attiré l'attention des médias (couverture du National Geographic, documentaire télévisé sur NBC, etc.). Ils furent décrits comme ayant été complètement isolés du reste de la société philippine. L'instauration de la loi martiale aux Philippines en 1974 arrêta les recherches jusqu'en 1986, date de la chute du dictateur Ferdinand Marcos. Aucune trace de ce peuple ne fut alors retrouvée. Pour la plupart des scientifiques, les « Tasadays » sont peut-être simplement un groupe nomade de Mamanwas, ou bien un canular.

## La législation relative aux peuples isolés
La Convention 169 de l’Organisation internationale du travail relative aux peuples indigènes et tribaux dans les pays indépendants a été adoptée en 1989 par l’Organisation internationale du travail. Il s’agit d’un instrument international légalement contraignant ouvert à ratification, qui traite spécifiquement des droits des peuples indigènes et tribaux. La convention reconnaît un ensemble de droits fondamentaux essentiels à la survie des peuples indigènes, notamment leurs droits à la terre et à disposer d’eux-mêmes. C’est à ce jour le seul instrument contraignant de protection des droits des peuples indigènes. En ratifiant cette convention, les États s’engagent à garantir de manière effective l’intégrité physique et spirituelle des peuples autochtones vivant sur leur territoire et à lutter contre toute discrimination à leur égard. A ce jour, elle a été ratifiée par 20 pays. Après avoir ratifié la convention, un pays dispose d’un an pour adapter sa législation, ses politiques et ses programmes à la convention avant qu’elle ne devienne légalement contraignante. Les pays qui ont ratifié la convention sont soumis à un contrôle quant à sa mise en œuvre. La convention ne définit pas qui sont les peuples indigènes et tribaux. Elle utilise une approche pratique et fournit uniquement des critères pour décrire les peuples qu’elle vise à protéger. L’auto-identification est considérée comme un critère fondamental pour l’identification des peuples indigènes et tribaux.
Le respect de leurs droits territoriaux est de loin la meilleure garantie du bien-être des peuples isolés.